# Bunker

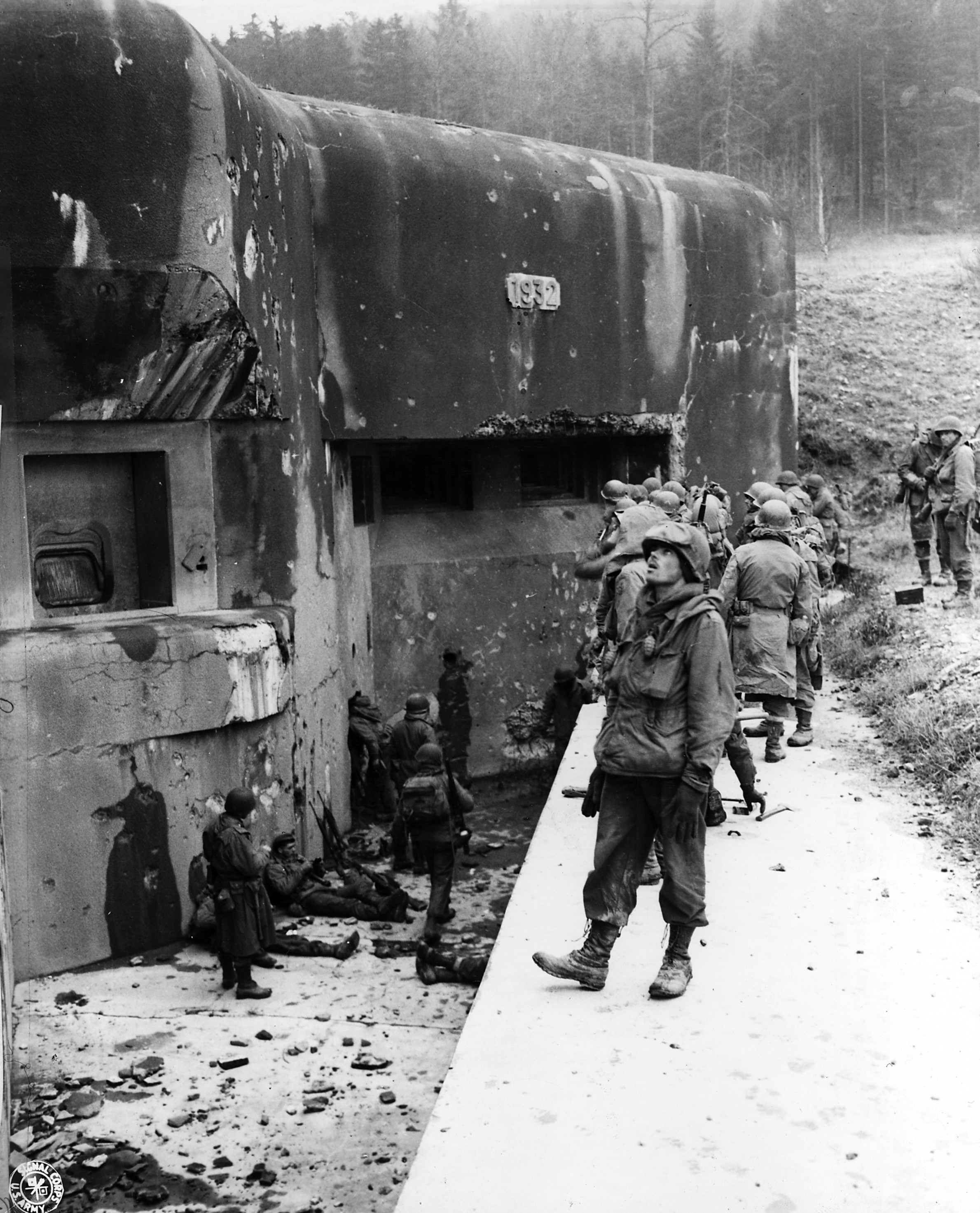
Soldati statunitensi nei pressi di un bunker della linea Maginot.

Un bunker è una fortificazione militare difensiva. Si differenzia da una casamatta in quanto questa è solamente il locale che alloggia l'arma, cannone o mitragliatrice che sia, anche su una nave, mentre un bunker è un complesso di costruzioni, a volte ipogee, che possono anche comprendere una o più casematte.

## Struttura

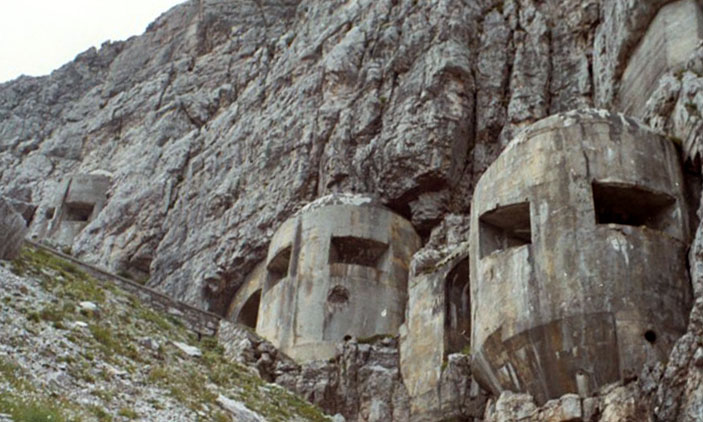
Bunker risalente alla seconda guerra mondiale, facente parte dello sbarramento Passo Monte Croce Comelico del Vallo Alpino in Alto Adige.

I bunker sono strutture difensive, a volte sotterranee per garantire una maggiore solidità al manufatto; viene spesso confuso con la casamatta. I bunker sono stati usati a partire dalla prima guerra mondiale, in particolare nella seconda guerra mondiale ma anche durante la guerra fredda.
Un bunker può essere disposto anche su più livelli, collegati tra di loro con rampe di scale, a chiocciola, a gradini sfalsati o per mancanza di spazio anche mediante scala alla marinara.
Tipicamente un bunker è strutturato in modo tale da difendere, quindi in generale ha sempre una parte dedicata alla difesa, di se stesso, dei suoi occupanti, del territorio circostante.
A seconda del suo scopo un bunker può ospitare altri elementi:
- un bunker difensivo, oltre alle camere di combattimento difensive, solitamente dispone di una parte che permette l'alloggiamento per i soldati. Sono quindi necessarie camerate per riposare, servizi igienici, cucine, sale radio per comunicare con l'esterno, sale per gli impianti di depurazione e condizionamento dell'aria e così via.
- un bunker di comando avrà spazi dedicati al coordinamento delle truppe ed alle riunioni degli ufficiali, più apparati di trasmissione e locali da usarsi come archivio e scorta di generi di prima necessità nell'eventualità di soggiorni prolungati.

## Tipologie
Esistono vari tipi di bunker a seconda delle peculiarità e dell'impiego a cui sono destinati.

### Bunker difensivi
Il tipo più semplice di bunker è quello impiegato per difendere i soldati che combattono in trincea in prima linea, da attacchi condotti dall'alto, ad esempio mediante il lancio di granate o proiettili di mortaio. Durante la prima guerra mondiale si impiegava a tale scopo anche gli ingressi delle miniere e semplici strutture di legno, terra e sassi. In seguito furono costruiti di calcestruzzo o cemento armato e dotati di feritoie dalle quali poter sparare, magari con una mitragliatrice.
Analoghi bunker costruiti nelle retrovie, servono per offrire una maggiore protezione ai centri di comando e smistamento informazioni o ai depositi di materiali bellici.
Nel mondo si hanno alcuni esempi, come il Ridotto nazionale che è servito e serve ancora come mezzo di difesa del territorio nazionale svizzero, il Vallo Alpino che difendeva i confini italiani dall'alleato tedesco e la linea Maginot che difendeva i confini francesi opposta alla linea Sigfrido (anche chiamata Westwall, per la difesa del confine occidentale della Germania).

#### Bunker per difesa costiera

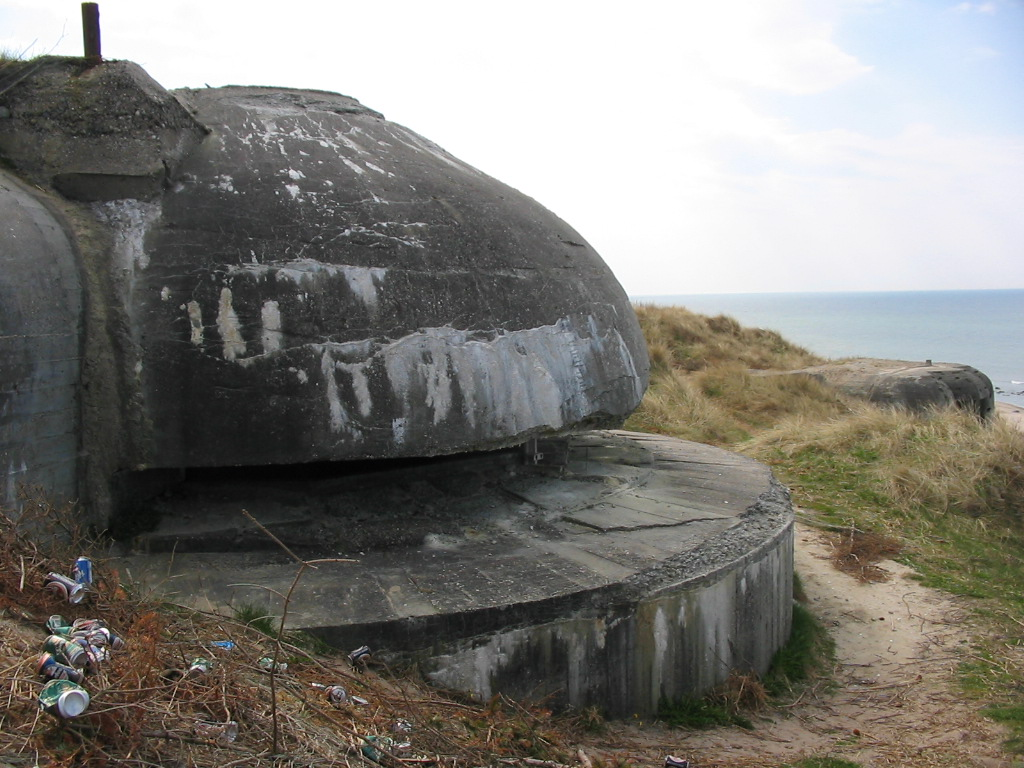
Bunker costiero presso Hirtshals in Danimarca

Un altro tipo è il bunker per la difesa costiera, molto in voga durante la seconda guerra mondiale. Complessi di bunker di questo tipo, insieme alle trincee, costituivano la struttura difensiva delle coste della Normandia sede dello sbarco alleato durante il D-Day.
Attualmente possono essere considerati inutili allo scopo militare.

### Bunker per artiglieria
Già più elaborati i bunker per le artiglierie si caratterizzano di grosse strutture in cemento armato con pareti frontali e soffitti molto spessi e una grande apertura dove alloggiare il cannone vero e proprio con la sua blindatura protettiva. Tali tipi di bunker furono massicciamente impiegati durante la seconda guerra mondiale per difendere le coste dalle unità navali nemiche (ad esempio vedi il Vallo Atlantico, Atlantikwall).
Solitamente si trovavano in posizioni più arretrate rispetto ai semplici bunker di difesa.

### Bunker personali
Quando una casa è dotata di bunker, la struttura è solitamente sottoterra. Una tecnica di costruzione comune impiega polimeri rinforzati con fibra di vetro. La resistenza a compressione è data da sistemi ad arco. Il materiale sovrastante è atto a proteggere dalle radiazioni. Può essere usato anche come panic room.

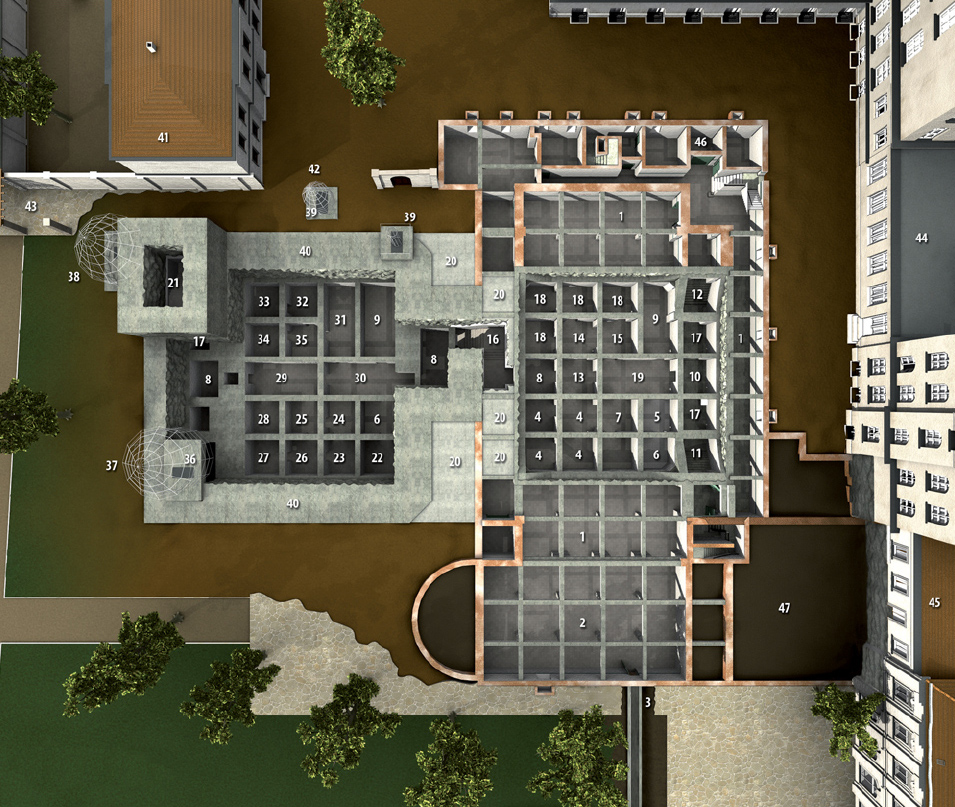
Piantina del bunker di Hitler

#### Bunker di Hitler
Il Führerbunker fu uno tra i più famosi bunker che si iniziarono a costruire nella prima metà del XX secolo. Con la seconda guerra mondiale l'uso massiccio degli aerei da bombardamento rese necessario costruire bunker dove rifugiarsi nel caso di incursioni aeree e tra le più note strutture fortificate di questo vi fu il bunker di Adolf Hitler sotto la Nuova Cancelleria del Reich a Berlino. Il bunker di Hitler è stato demolito ed al suo posto si trova un parcheggio.

#### Bunker di Mussolini
Anche la residenza di Mussolini a Villa Torlonia disponeva di una struttura fortificata tipo bunker, anche se più essenziale rispetto a quella di Berlino.

#### Bunker di Stalin
Stalin fece costruire diversi bunker: Nel 1933 alla periferia di Mosca ne venne costruito uno al di sotto di uno stadio, raggiungibile dal Cremlino con la metropolitana, venne utilizzato durante l'avanzata nazista nel 1941. A Samara venne costruito un bunker che avrebbe ospitato il governo sovietico se Mosca fosse caduta nelle mani dei nazisti, ma non venne mai usato. Tra il 1951 ed il 1956 (quindi ben tre anni dopo la scomparsa del dittatore sovietico, avvenuta nel 1953) nel pieno centro di Mosca, a 60 metri di profondità, ne venne realizzato uno antiatomico con la capienza di 2.000 persone.

#### Bunker di Churchill
A Londra è visitabile il bunker dell'allora primo ministro del Regno Unito Winston Churchill. Oggi è stato trasformato nel Churchill Museum and Cabinet War Rooms.

#### Bunker di Tito
Costò l'equivalente di 4,5 miliardi di euro, la costruzione era durata dal 1953 al 1979 e fu pensato per resistere a un'esplosione nucleare da 20 chilotoni. L'ingresso è celato all'interno di un garage di un'anonima casa bianca nella cittadina bosniaca di Konjic, a 50 chilometri da Sarajevo: un passaggio interno conduce ad uno dei più grandi bunker realizzati nella storia, dotato di oltre 100 stanze da letto e capace di ospitare 200 persone per un periodo di due anni senza che avessero nessun contatto con l'esterno.
Da quel garage però Tito e le alte sfere dell'esercito jugoslavo non entrarono mai, in fuga dall'inferno atomico scatenato da un attacco nucleare, che non ci fu. Si è trasformato da tempio della guerra fredda in galleria d'arte dove esporre le opere d'arte moderna della prima Biennale bosniaca.

#### Bunker di Gheddafi
Tra le proteste nel mondo arabo del 2011, si ha anche la guerra civile libica, durante la quale si sa che il colonnello Muʿammar Gheddafi, dopo alcune sue non troppo felici esclamazioni, si è rifugiato nel suo bunker personale nella capitale libica di Tripoli, il bunker di Bāb al-ʿAzīziyya. Da questo luogo, durante la rivolta libica, ha telefonato alla televisione per divulgare dei messaggi.
Nell'escalation del conflitto la cosiddetta "coalizione dei volenterosi" ha continuamente bombardato il bunker dove il colonnello si è rifugiato. La notte tra il 9 ed il 10 maggio 2011, per tre ore, 8 aerei della coalizione hanno bombardato il bunker di Gheddafi, ferendo, secondo fonti libiche, 4 bambini. Dopo questi bombardamenti un'inviata di Al Jazeera è riuscita ad entrare nel suo rifugio, e mettendo il suo servizio online. Da questo suo servizio si scopre che il bunker era attrezzato con un sistema per il filtraggio dell'aria (americano) e generatori d'emergenza (svizzeri) ed anti incendio. Il bunker era inoltre dotato di due bagni, e di una scala di emergenza seminascosta che riportava al suo ufficio.

### Bunker industriale

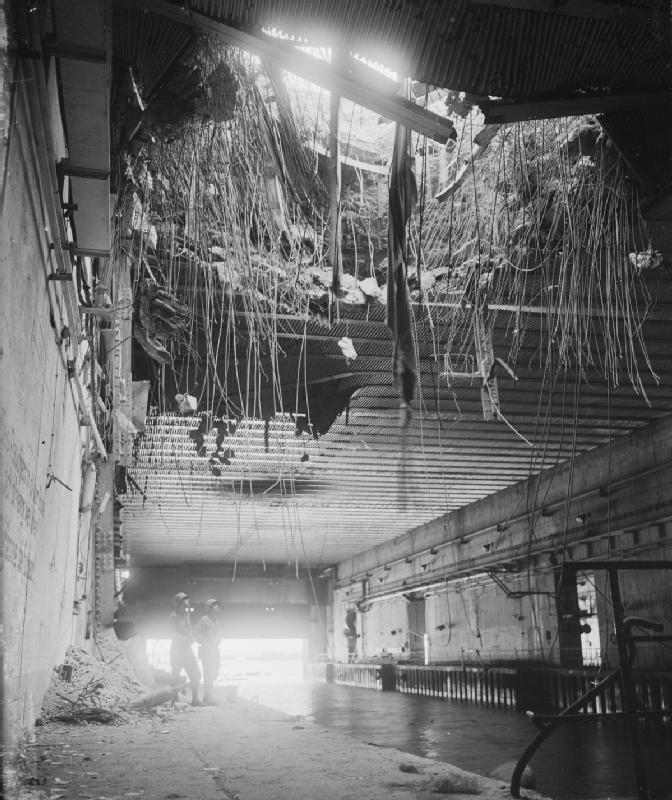
Un bunker rifugio per U-Boot a Brest (Francia).

Un altro tipo di bunker, può essere definito bunker industriale. Si intende con ciò una struttura fortificata atta a difendere un'industria o più genericamente un'installazione industriale-militare. In questa categoria si possono inserire i bunker dove la Kriegsmarine ricoverava gli U-Boot nel porto di Brest oppure le gallerie del monte Soratte, dove durante la seconda guerra mondiale, fino al 1943, furono trasferite le linee di produzione di armi della Breda, ufficiosamente chiamate le "Officine Protette del Duce".
Un esempio più recente (2006) si ha nella zona di Natanz (Iran), dove sono stati costruiti dei complessi sotterranei non ben definiti, ma che sono presumibilmente legati al progetto di sviluppo nucleare portato avanti dal presidente iraniano Ahmadinejad.

## Bunker antiatomico
Durante la guerra fredda la necessità di prevedere strutture per garantire la sopravvivenza della popolazione e in particolar modo della linea di comando e controllo e delle autorità governative, spinsero molte nazioni a investire ingenti risorse nella costruzione di bunker antiatomici che potessero riparare gli occupanti non solo dagli effetti catastrofici di possibili attacchi termonucleari ma anche dalle armi biologiche e chimiche. Alcune nazioni resero obbligatoria la costruzione di rifugi antiatomici e nel 1987, tra le nazioni che avevano maggiormente investito nell'approntamento di bunker, in rapporto alla popolazione, l'ONU riportava al primo posto Israele, seguito dalla Svezia, dalla Finlandia e dall'URSS. Seguivano quindi la Danimarca, gli USA, la Francia e la Germania.
I bunker antiatomici variano per capienza ed estensione ma la loro caratteristica comune è quella di essere interrati e con spesse pareti di cemento armato, porte a tenuta stagna ed equipaggiati con sistemi di filtraggio e riciclo dell'aria, tute di protezione, viveri e generi di prima necessità a sufficienza per garantire la sopravvivenza degli occupanti non solo durante un primo attacco, ma anche per il tempo necessario affinché le radiazioni esterne non costituiscano più un pericolo.

## Esempi di bunker

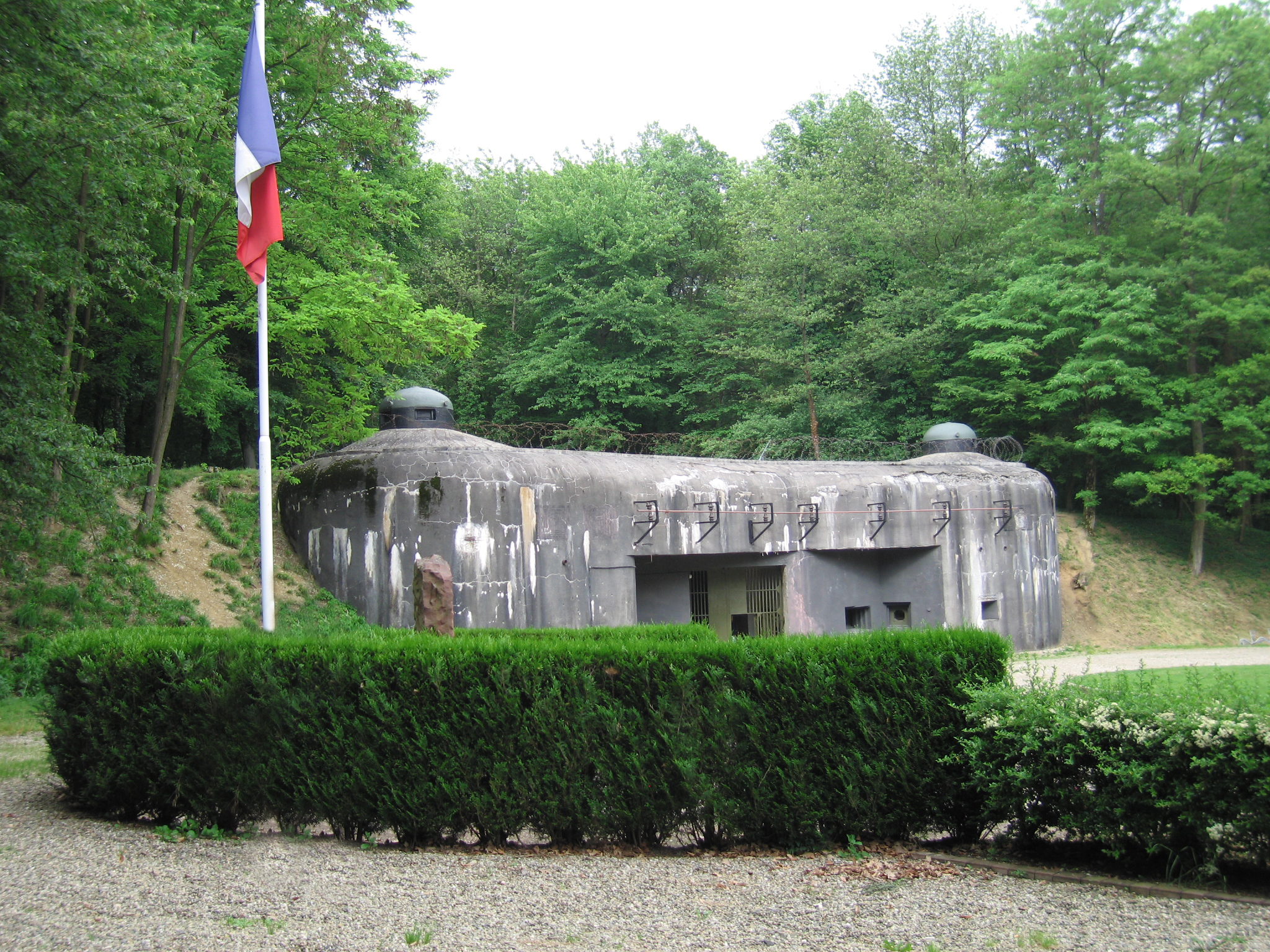
Una delle entrate per la linea Maginot
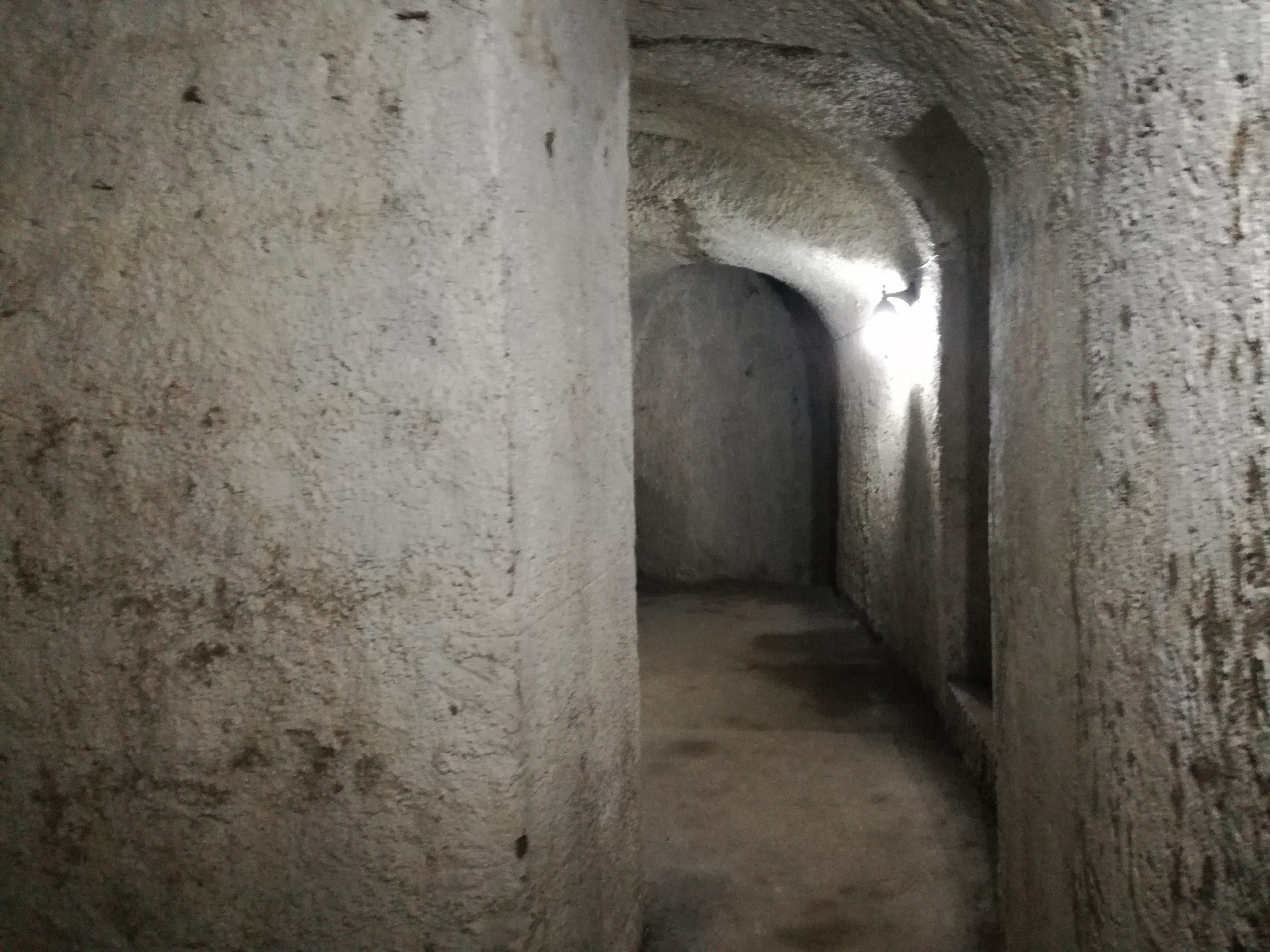
Gallerie di un bunker sotterraneo a Sessa Aurunca
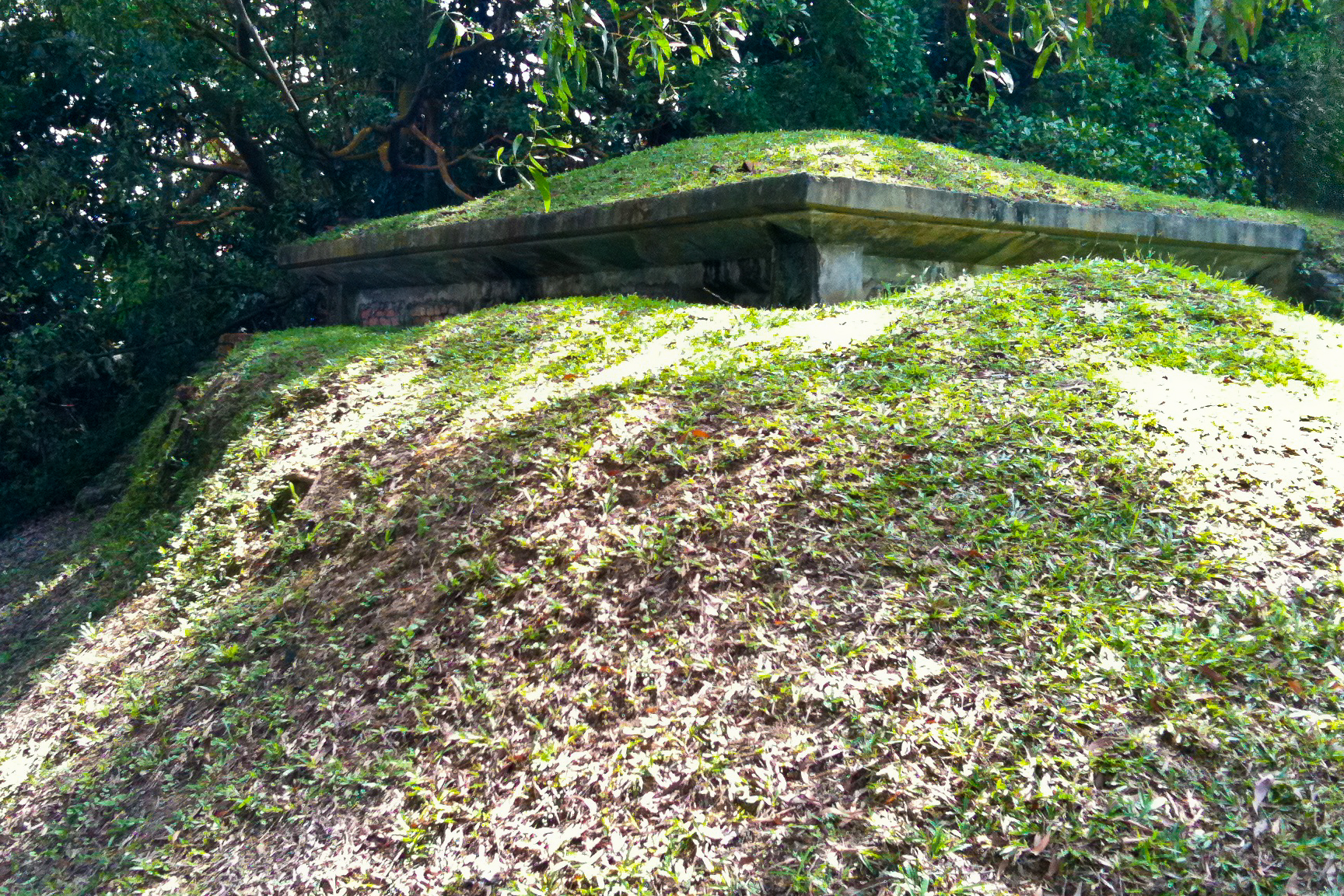
Bunker a Singapore
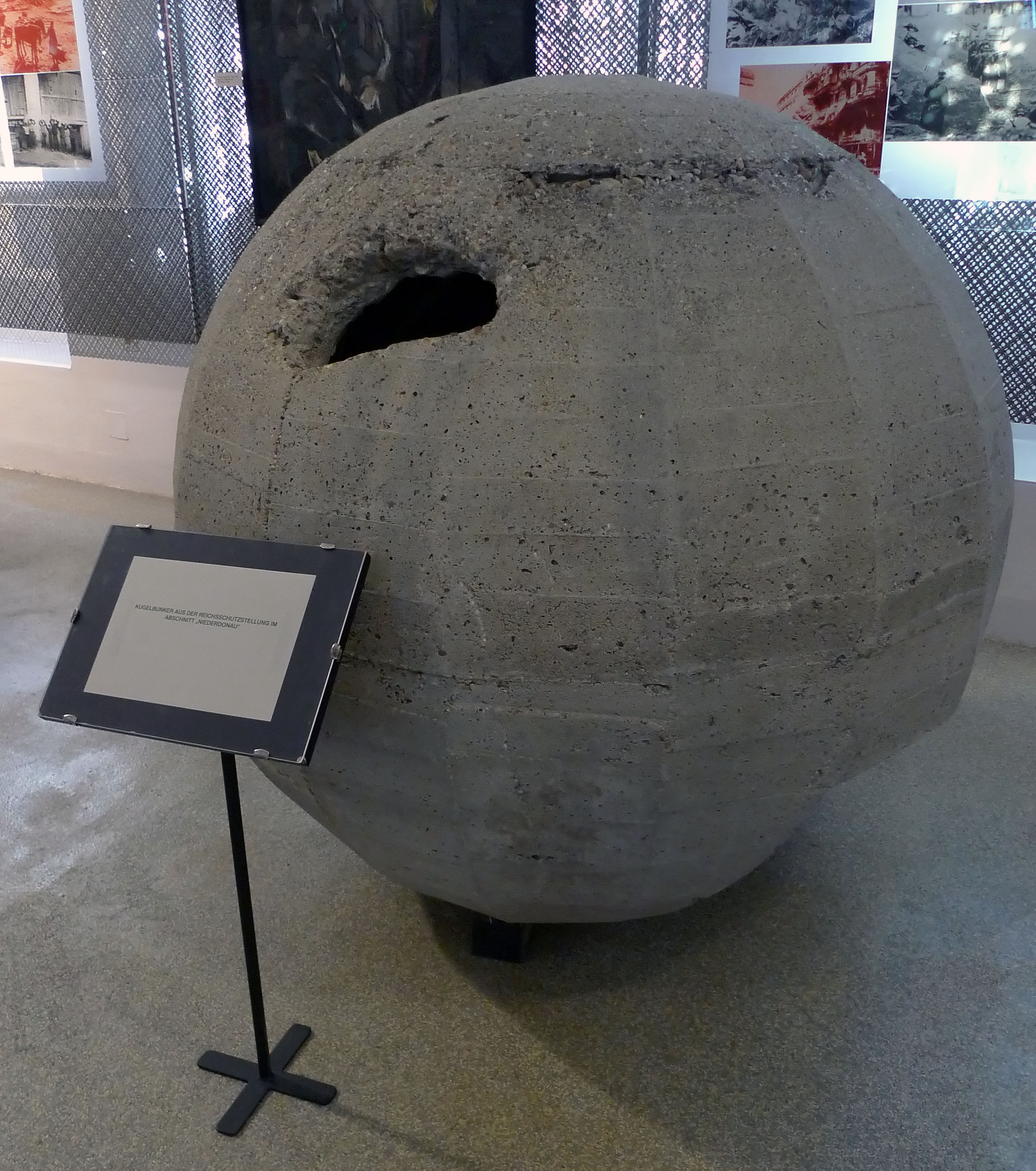
Esempio di bunker tedesco "a palla"
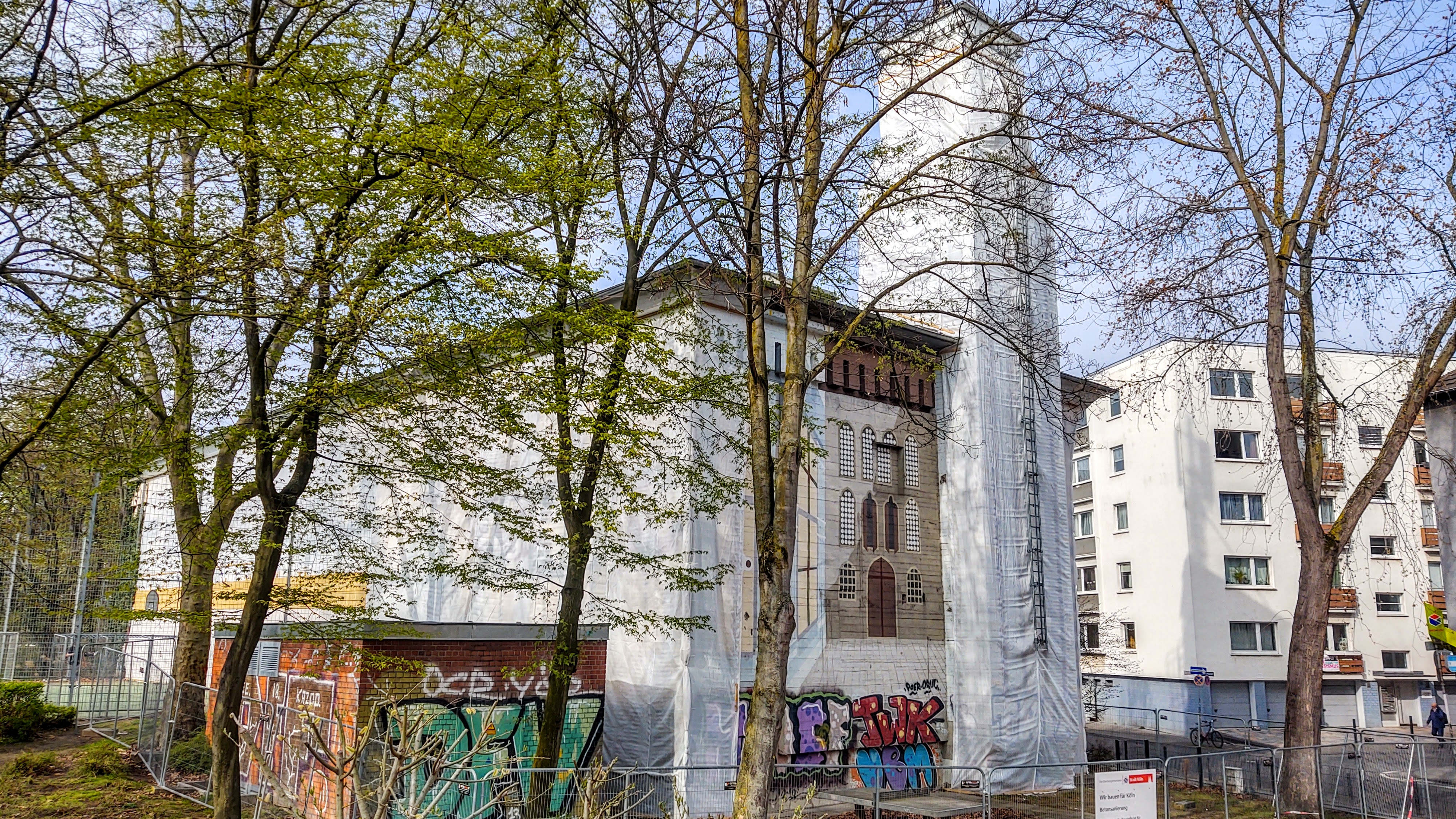
Bunker antiaereo della seconda guerra mondiale camuffato da chiesa, Colonia (Deutz), Germania, 2021